# 宗座總書記官
宗座總書記官（英語：Protonotary Apostolic；PA），是羅馬教廷中最高級別的非主教團成員的頭銜，或在羅馬以外，由教宗授予頭銜的神職人員，和陛下專職司鐸及宗座名譽教長一樣，他們被尊稱為「蒙席」，享有一定的特權。

宗座總書記官適用的牧徽設計

## 歷史
在古典時代晚期，羅馬有七名地區的書記官，隨着教宗行政管理的進一步發展，以及書記官數量的增加，他們仍然是教宗總務處的最高書記官。
在中世紀，首席書記官（Protonotaries）是宗座的高級官員，通常直接從這個職位晉升到樞機。首席書記團最初有7位成員擔任，其後教宗思道五世將人數增加到12人。
他們的重要性逐漸下降，其後到了法國大革命時期，該職位幾乎完全消失。
到了1838年2月8日，教宗額我略十六世重新組織首席書記團，由7名成員組成，他們稱為「Protonotarii de Numero Participantium」，又稱為「Numerary Protonotaries」。
至16世紀起，教宗還任命了名譽首席書記官，他們享有於7名首席公證人團成員的相同權利。
1838年2月8日，教宗庇護十世頒佈《Inter Multiplices》自動手諭，重新確定了首席書記團的地位。

## 現行做法
自1969年起，宗座總書記官現時有兩個等級：
- 宗座常任總書記官（Apostolic Protonotaries de Numero）-- 他們在宗座總書記團擔任公職，並且仍然對一些宗座文件負有某些職責，在禮儀中，他們會穿上紫色長袍、短白衣、以及無袖披肩。在非禮儀場合中，他們會穿上綑有紫色鈕的黑色長袍，他們亦會在長袍上另加一件紫色長斗篷（英语：Ferraiolo）和四角帽[3]。
- 宗座非常任總書記官（Apostolic Protonotaries Supernumerary）-- 該頭銜由教宗親自授予；然而，該頭銜純粹是榮譽性質，與教廷的公職完全無關，獲頒授此頭銜者可以在他們的名字加上「PA」。他們在禮儀中可以穿上紫色長袍以及短白衣，而且他們在非禮儀場合中亦會在長袍上另加一件紫色長斗篷（英语：Ferraiolo）和四角帽。另外，某些擁有此頭銜的神職人員，他們受特別允許穿戴權戒和主教冠，還有手持牧杖等傳統的主教儀式配件。

不過，在2014年以後，教宗將不再授予「宗座非常任總書記官」之頭銜給神職人員，除了三位個別教長管轄區的教長不能成為主教外（因為他們已婚），以及在2014年以前被授予宗座非常任總書記官頭銜的神職人員，都可保留此頭銜。
此外，按照教宗方濟各在2022年所頒布的《為保護神恩》自動手諭，主業團的監督一旦委任後會自動授予「宗座非常任總書記官」榮譽頭銜。
以下列舉一些近代天主教會的神職人員被授予「宗座非常任總書記官」榮譽頭銜的例子：
- 嘉祿·里德蒙席，天主教南十字聖母個別教長管轄區第二任教長。
- 基夫·牛頓蒙席，天主教沃爾辛厄姆聖母個別教長管轄區首任教長。
- 范康仁蒙席，主業團現任監督[6]。

## 相冊

宗座總書記官適用的牧徽設計
宗座常任總書記官的詠禱服飾
嘉祿·里德蒙席，天主教南十字聖母個別教長管轄區第二任教長，宗座非常任總書記官